# Sonny Anderson
Sonny Anderson da Silva Nilmar född 19 september 1970 i Goiatuba, är en brasiliansk före detta fotbollsspelare. 
Sonny Anderson har spelat i bland annat Lyon, AS Monaco och FC Barcelona. Han spelade i Lyon mellan 1999 och 2003.
Han var mellan 2006 och 2011 anfallstränare i Olympique Lyonnais.